# Eristalinus quinquelineatus
Eristalinus quinquelineatus är en tvåvingeart som först beskrevs av Fabricius 1781.  Eristalinus quinquelineatus ingår i släktet slamflugor, och familjen blomflugor. Inga underarter finns listade i Catalogue of Life.